# 납작꼬리도마뱀붙이속
납작꼬리도마뱀붙이속(leaf tail geckos, flat-tailed geckos)은 마다가스카르와, 노지베섬 등의 해안가의 섬들에 자생(en:Endemism)하는 도마뱀붙이류의 일속이다. 일차림(en:primary forest), 이차림(en:secondary forest)에서만 발견되는 야행성, 충식성(en:Insectivore) 도마뱀이다.

## 어원
속명 Uroplatus는 "꼬리"를 의미하는 "ourá" (οὐρά), "납작한"을 의미하는 "platys" (πλατύς)의 두 그리스어 단어의 라틴화(en:Latinization)이다.

## 형태
납작꼬리류는 야행성, 수목성(en:arboreal) 동물이다. 머리부터 꼬리까지 10cm(노지베납작꼬리)에서 30cm(큰잎꼬리)에 달한다. 납작꼬리류 중 큰 종은 모든 현존하는 양막류 중에 제일 많은 가장자리 이빨(marginal teeth)로 구별할 수 있다. 이 밖의 드문 파생적(en:apomorphy) 특징으로는 여러 쌍의 독늑골(inscriptional rib), 적은 자절막(autotomy plane), 폐의 손가락 모양의 게실 등이 있다.

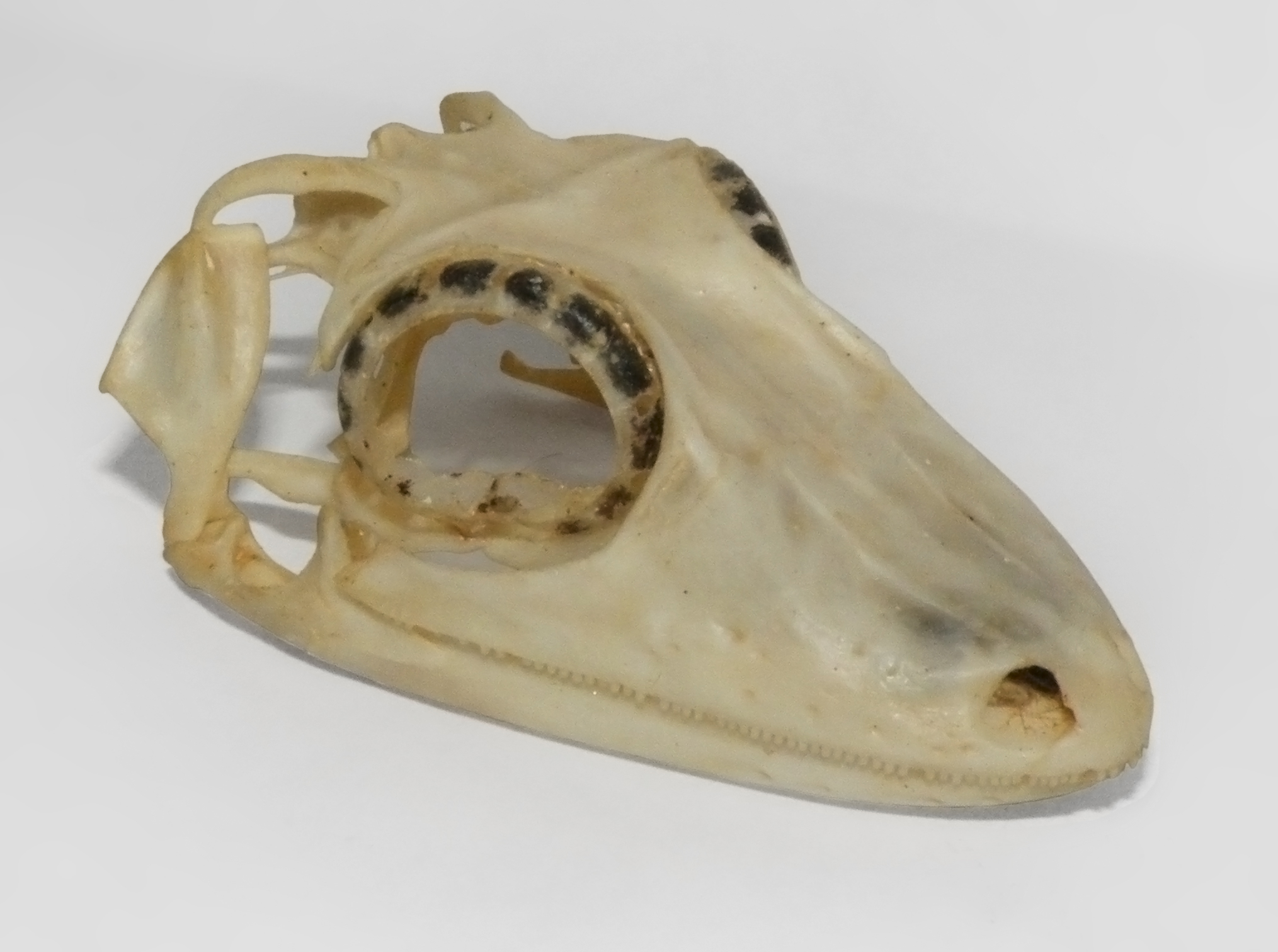
사탄잎꼬리도마뱀붙이의 두개골.

모든 납작꼬리류의 종들은 위장용 보호색을 띄며, 대부분 회갈색에서 검은색이나 녹갈색 바탕에 나무껍질을 연상시키는 다양한 무늬를 띈다. 이파리 형태, 나무껍질 형태의 두 가지 위장 방식이 있다: 덩치가 작은 종들이 이파리 형태를 띠며, 다른 종류는 낮에 휴식을 취할 때 나무껍질 위에 잘 셖여들어간다. 이러한 나무껍찔 형태를 띠는 종 중 몇몇은 옆구리에 피부막(dermal flap)이 발달했는데, 낮에 나무 위에 누울 때 그림자를 흩뜨려놓아 가장자리를 흐릿하게 만든다. 이 녀석들은 호주의 긴목잎꼬리도마뱀붙이속(en:Orraya), 넓적꼬리도마뱀붙이속, 잎꼬리도마뱀붙이속과 닮았는데, 이를 수렴진화라고 한다.
납작꼬리류의 두개골은 단단하게 경화돠어있으며, 이빨이 굉장히 많고 원시적인 2차구개(en:secondary palate)가 발달되어 있다.

## 생태

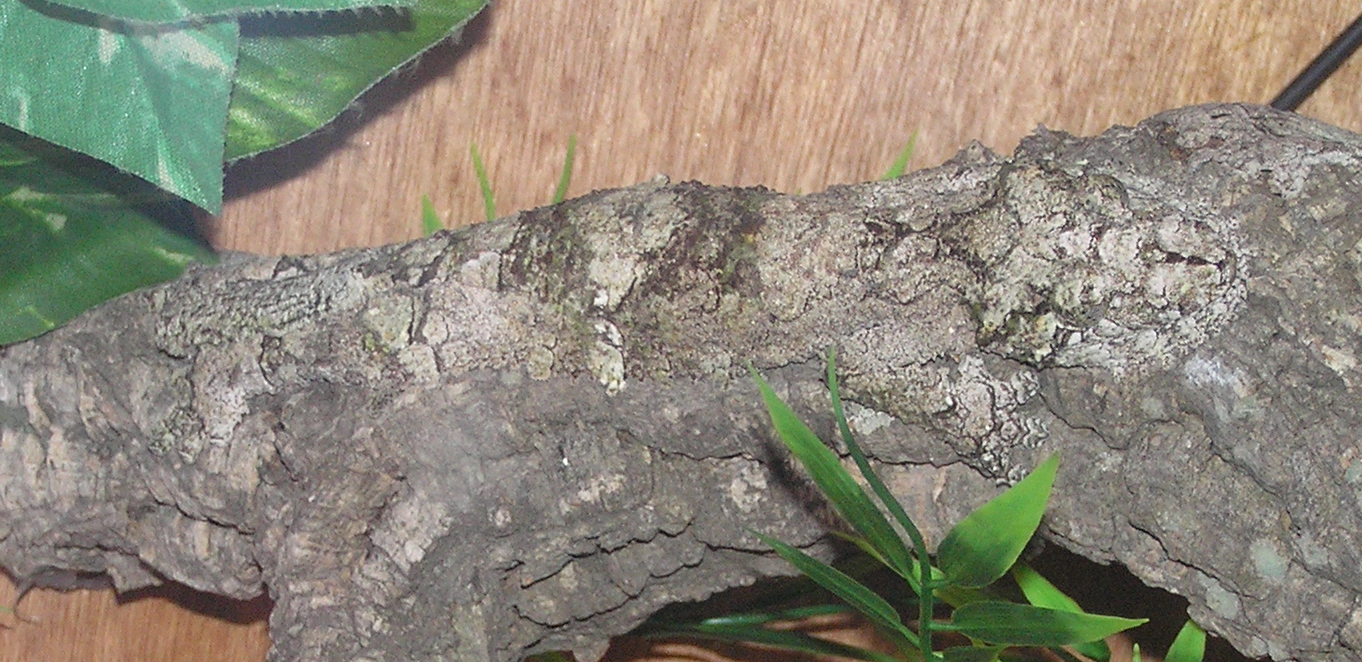
위장의 예시

납작꼬리류는 오직 밤에만 활동한다. 큰 종은 낮에는 대부분의 시간을 머리를 밑으로 향한 채 나무줄기에 매달려 휴식을 취하며 보내는 반면, 상대적으로 작은 부류 (U. phantasticus, U. ebenaui, U. finiavana, U. malama, U. fiera, U. fotsivava, and U. kelirambo)는 가지와 이파리를 모방하여 주로 덤불, 작은 나무 속에서 지낸다. 이 속은 하나같이 충식성을 띈다.
번식기에는 암컷은 종과 상태에 따라 2-4개의 알을 낳는다.

## 사육
납작꼬리류는 파충류학 현장, 애완동물 시장에서 드물게 볼 수 있다. 대부분의 종류는 탈산림화와 서식지 파괴로 위험에 처해있다. 종을 분간하기 힘들기 때문에 멸종 위기에 처한 종이건 아직 인식되지 않은 종이건 제멋대로 수출되고 있다.

## 위협
마다가스카르의 탈산림화(en:Deforestation in Madagascar)와 서식지 파괴는 납작꼬리류의 존속에 대한 주요한 위협이다. 세계자연기금 (WWF) 은 "국제 애완동물 시장에서 위협적인 수준의 물량이 포획되고 판매되고 있기 때문에" 납작꼬리속 전체를 불법적인 야생동물 거래(en:Pet trade)로 위협받는 "10대 멸종위기종(Top ten most wanted species list)"에 등재했다. CITES는 속 전체를 부속서 2에 등재했다.

## 분류
납작꼬리속은 분류학적으로 복잡한 역사를 지닌다. 하지만 대부분의 최근의, 세부적인 연구를 통해 이 속에 최소 11종의 분류되지 않은 은밀종이 존재한다는 것을 밝혀냈으며, 그 중 몇몇은 2013년 이후에 등재되었다.

## 하위 종
다음과 같은 18 종이 등록되어 있다.

납작꼬리도마뱀붙이

- Uroplatus alluaudi Mocquard, 1894 – northern leaf-tail gecko 북방납작꼬리도마뱀붙이
- Uroplatus ebenaui (Boettger, 1879) – spearpoint leaf-tail gecko 노지베납작꼬리도마뱀붙이
- Uroplatus fiera Ratsoavina, Ranjanaharisoa, Glaw, Raselimanana, Miralles & Vences, 2015
- Uroplatus fimbriatus (Schneider, 1792) – common leaf-tail gecko 납작꼬리도마뱀붙이
- Uroplatus finaritra Ratsoavina, Raselimanana, Scherz, Rakotoarison, Razafindraibe, Glaw & Vences, 2019
- Uroplatus finiavana Ratsoavina, Louis, Crottini, Randrianiaina, Glaw & Vences, 2011
- Uroplatus fotsivava Ratsoavina, Gehring, Scherz, Vieites, Glaw, & Vences, 2017
- Uroplatus giganteus Glaw, Kosuch, Henkel, Sound & Böhme, 2006 – giant leaf-tail gecko 큰잎꼬리도마뱀붙이
- Uroplatus guentheri Mocquard, 1908 – Günther's leaf-tail gecko 귄터납작꼬리도마뱀붙이
- Uroplatus henkeli Böhme & Ibisch, 1990 – Henkel's leaf-tailed gecko, frilled leaf-tail gecko 헨켈납작꼬리도마뱀붙이
- Uroplatus kelirambo Ratsoavina, Fanomezana, Gehring, Scherz, Vieites, Glaw, & Vences, 2017
- Uroplatus lineatus (A.M.C. Duméril & Bibron, 1836) – lined leaf-tail gecko 줄무늬납작꼬리도마뱀붙이
- Uroplatus malahelo Nussbaum & Raxworthy, 1994
- Uroplatus malama Nussbaum & Raxworthy, 1995
- Uroplatus phantasticus (Boulenger, 1888) – satanic leaf-tailed gecko, eyelash leaf-tailed gecko, fantastic leaf-tailed gecko 사탄잎꼬리도마뱀붙이
- Uroplatus pietschmanni Böhle & Schönecker, 2003 – cork-bark leaf-tail gecko 가시잎꼬리도마뱀붙이
- Uroplatus sameiti Böhme & Ibisch, 1990
- Uroplatus sikorae Boettger, 1913 – mossy leaf-tail gecko, southern flat-tail gecko 남방납작꼬리도마뱀붙이

## 참고 문헌
- 듀메릴 1806. Zoologie analytique, ou méthode naturelle de classification des animaux, rendue plus facile a l'aide de tableux synoptiques. Paris: Allais. (Perronneau, printer). xxxii + 344 pp. (Uroplatus, new genus, p. 80). (in French).